# Triglochin protuberans
Triglochin protuberans är en sältingväxtart som beskrevs av Aston. Triglochin protuberans ingår i släktet sältingar, och familjen sältingväxter. Inga underarter finns listade.